# シェーン・ハーパー (俳優)
シェーン・ハーパー（Shane Harper, 1993年2月14日 - ）は、アメリカ合衆国の俳優、ミュージシャンである。

## 出演作品

### テレビシリーズ
- Awkward 不器用ジェナのはみだし青春日記
- ウェイバリー通りのウィザードたち
- グッドラックチャーリー（スペンサー・ウォルシュ）
- めっちゃ ソー・ランダム
- ハイタウン Hightown (2020-)

### 映画
- ハイスクール・ミュージカル2
- マイネーム・イズ・ハーン